# Nintedanib
Nintedanib es un fármaco desarrollado por Boehringer Ingelheim y es empleado para el tratamiento de la fibrosis pulmonar idiopática (FPI) y, en conjunto con otros medicamentos, para algunos tipos de carcinoma pulmonar no microcítico (CPNM). 
Entre los efectos secundarios más comunes causados por el nintedanib se encuentran el dolor abdominal, vómitos y diarrea. Este fármaco es una molécula pequeña, que inhibe a algunos receptores tirosina-quinasa, incluyendo: VEGFR (Receptor del Factor de Crecimiento Vascular Endotelial), FGFR (Receptor del Factor de Crecimiento de Fibroblastos) y PDGFR (Receptor del Factor de Crecimiento Derivado de Plaquetas).

## Indicaciones terapéuticas

### Fibrosis pulmonar idiopática (FPI)
Nintedanib está indicado para el tratamiento de la fibrosis pulmonar idiopática. Una enfermedad que cicatriza el pulmón, limitando la respiración y el intercambio de oxígeno. Se ha demostrado que retrasa la pérdida de la capacidad vital y mejora la calidad de vida de los pacientes que sufren de FPI.

### Cáncer de pulmón
Se utiliza en combinación con docetaxel, como segunda línea de tratamiento en pacientes adultos que padecen cáncer pulmonar no microcítico (CPNM) recurrente, localmente avanzado o metastásico. En el 2014 un estudio sugirió que la combinación de docetaxel y nintedanib parece dar mayores beneficios clínicos que cuando se usa docetaxel sólo o con otras moléculas como segunda línea terapéutica.

## Contraindicaciones
Dado que nintedanib se metaboliza en el hígado, se piensa que no debe ser seguro para pacientes que presentan un deterioro moderado o grave de la función hepática, no obstante no se han realizado estudios en este tipo de pacientes aún.[cita requerida]

## Efectos adversos
Entre los efectos secundarios más comunes de nintedanib se encuentran: la elevación reversible de las enzimas hepáticas (de 10% a 28%) y la aparición de trastornos gastrointestinales (en hasta 50% de los pacientes). Los peores efectos adversos se observan a las dosis más elevadas de tratamiento, razón por la cual en ensayos posteriores se han utilizado dosis inferiores, también clínicamente eficaces y que producen menos efectos secundarios.
Nintedanib inhibe el crecimiento y la remodelación de los vasos sanguíneos, proceso esencial en la cicatrización de heridas y la reparación de tejidos. Por lo tanto, un efecto secundario teórico de nintedanib es reducir la cicatrización de heridas, sin embargo, a diferencia de otros fármacos antiangiogénicos este efecto no se ha observado en los pacientes que recibieron nintedanib.

## Interacciones
Nintedanib es un sustrato del transportador de la glicoproteína P (P-gp), que moviliza las sustancias absorbidas al lumen del intestino. Se sabe que ketoconazol es un inhibidor de la P-gp, por lo que al usarlo en conjunto con nintedanib aumenta los niveles de nintedanib en el plasma sanguíneo 1,8 veces; Se esperan efectos similares con otros inhibidores de P-gp, tales como la eritromicina o la ciclosporina. Por otra parte, los inductores de P-gp como la rifampicina han demostrado reducir a la mitad los niveles plasmáticos de nintedanib; otros inductores como carbamazepina, fenitoína o Hypericum perforatum (Hierba de San Juan) probablemente también disminuyan los niveles de nintedanib en plasma.[cita requerida]

## Farmacología

### Mecanismo de acción

#### Fibrosis pulmonar idiopática (FPI)
Nintedanib es diana de los receptores de factor de crecimiento involucrados en fibrosis pulmonar. Cabe destacar que nintedanib inhibe al PDGFR (Receptor del Factor de Crecimiento Derivado de Plaquetas), al FGFR (Receptor del Factor de Crecimiento de Fibroblastos) y al VEGFR (Receptor del Factor de Crecimiento Endotelial Vascular). Nintedanib reduce la progresión de la FPI y ralentiza la disminución de la función pulmonar mediante el bloqueo de las vías de señalización que están involucradas.

#### Cáncer de pulmón
Nintedanib, es un fármaco derivado de indolinona que inhibe la formación de vasos sanguíneos (angiogénesis). Los inhibidores de la angiogénesis detienen la formación y remodelación de los vasos sanguíneos tumorales, lo que reduce el suministro de sangre al tumor, dejándolo sin riego sanguíneo, limitando el oxígeno y los nutrientes, y conduciendo a la muerte celular y consecuente disminución del tumor. A diferencia de la quimioterapia convencional contra el cáncer que tiene un efecto directo en la muerte celular, los inhibidores de la angiogénesis bloquean el aporte de nutrientes y oxígeno a las células, lo que resulta en la muerte celular. Una de las ventajas de la inhibición de la angiogénesis respecto a la quimioterapia convencional, es que es un tratamiento más específico para tumores, por lo que reduce la aparición de los efectos secundarios graves.
La angiogénesis es un proceso esencial para el crecimiento y la propagación de todos los tumores sólidos, la inhibición de este proceso biológico evita que el tumor crezca, y se propague a otras partes del cuerpo. Nintedanib actúa como agente anticancerígeno al unirse al dominio de activación de los receptores celulares implicados en la formación y remodelación de los vasos sanguíneos (es decir, VEGFR 1-3, FGFR 1-3, y PDGFR α y β) inactivando el proceso. La inhibición de estos receptores en las células que forman los vasos (células endoteliales, células de músculo liso y pericito) conduce a la apoptosis (muerte celular programada), destrucción de los vasos sanguíneos tumorales y reducción en el flujo sanguíneo del tumor. La reducción del flujo sanguíneo al tumor inhibe la proliferación de células tumorales y la migración de las mismas, ralentizando el crecimiento y la propagación del cáncer.

### Farmacocinética

BIBF 1202, el metabolito principal de nintedanib

Un bajo porcentaje de nintedanib ingerido oralmente es absorbido en el intestino, dado que este es movilizado parcialmente por proteínas de transporte, como P-gp, nuevamente al lumen. Por lo que presenta una biodisponibilidad oral de aproximadamente 4,7 %.[cita requerida]

Nintedanib, es inactivado principalmente por las esterasas, que metabolizan el enlace metil éster, convirtiendo la molécula en ácido carboxílico libre (BIBF 1202). Posteriormente ocurre una reacción de glucuronidización en el hígado a través de la enzima UDP-glucuroniltransferasa (UGTs) y la excreción a través de la bilis y las heces. No se ha observado metabolismo relevante vía citocromo P450.[cita requerida]

## Propiedades físicas y químicas

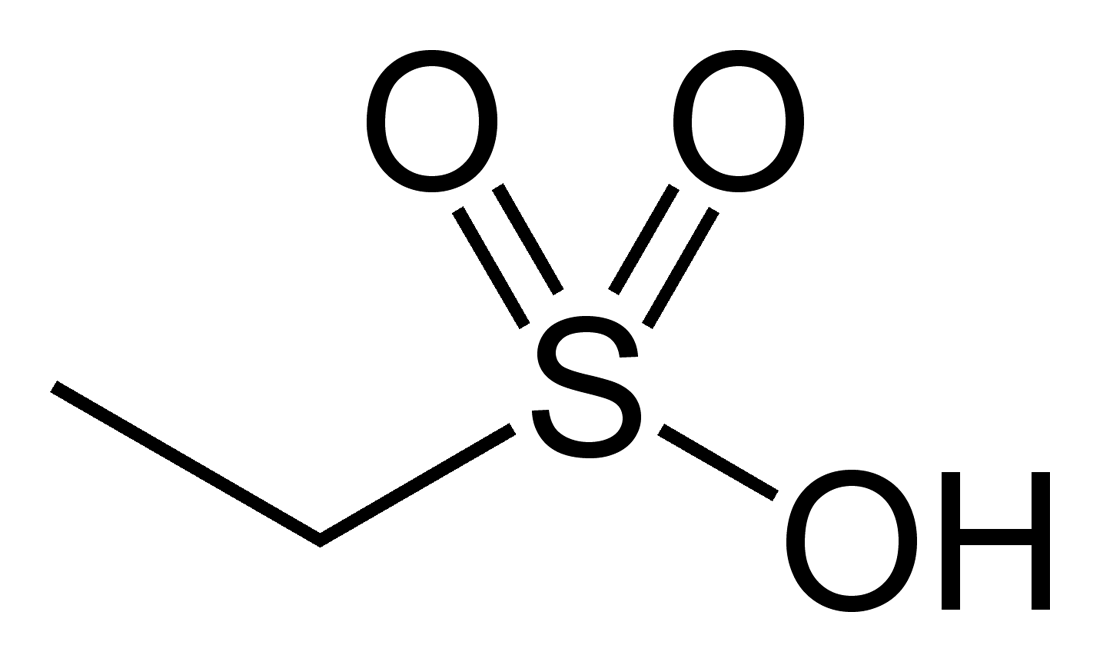
Ácido etanosulfónico

Este fármaco se utiliza en forma de sal con el ácido etanosulfónico. Esta sal, nintedanib esliate, es un cristal de color amarillo que se funde de 244 °C a 251 °C (471 °F a 484 °F). Es muy poco soluble en agua, y parcialmente en Dimetilsulfóxido (DMSO) a 25 g/l.

## Historia

### Fibrosis pulmonar idiopática (FPI)
Nintedanib fue aprobado para la FPI el 15 de octubre de 2014 por la Administración de Alimentos y Medicamentos Estadounidense (FDA) y el 20 de noviembre de 2014, recibió una valoración positiva de la Agencia Europea de Medicamentos (EMA), siendo posteriormente aprobado en la UE en enero de 2015. De igual forma su uso está autorizado en Canadá, Japón, Suiza y otros países.

### Cáncer de pulmón
La Unión Europea aprobó en el 2015 el uso de nintedanib en combinación con otros fármacos como tratamiento para pacientes con carcinoma pulmonar no microcítico (CPNM).

## Sociedad y cultura
Boehringer Ingelheim está utilizando el nombre comercial de Ofev® para nintedanib en FPI y Vargatef® para nintedanib en cáncer de pulmón.

## Ensayos clínicos
Nintedanib está siendo probado en varios ensayos clínicos en fases I a III para el tratamiento del cáncer. Los inhibidores de la angiogénesis, como nintedanib pueden ser eficaces en una amplia gama de tumores sólidos, incluyendo de: pulmón, ovario, colon metastásico, hígado y cerebro.
Actualmente los ensayos clínicos en fase II están investigando el efecto de nintedanib en pacientes con cáncer de colon metastásico, cáncer de hígado y tumor cerebral: glioblastoma multiforme. De igual forma, hay ensayos clínicos en fase III que están investigando el uso de nintedanib en combinación con carboplatino y paclitaxel como tratamiento de primera línea para pacientes con cáncer de ovario.
Otros ensayos clínicos en Fase III, como INPULSIS muestran los beneficios de este fármaco para el tratamiento de la IFP.